# Йе (буква)
Йе  (ჲ, груз. ჲე) — пятнадцатая буква классического грузинского алфавита.

## Использование
В грузинском языке обозначала звук [j] после гласных, была исключена из алфавита Обществом по распространению грамотности среди грузин и заменена буквой ини (ი). Числовое значение в изопсефии — 60 (шестьдесят).
Используется в сванском языке для обозначения звука [j]. Также используется в грузинском варианте лазского алфавита, используемом в Грузии. В латинице, используемой в Турции, ей соответствует y.
Ранее использовалась в абхазском (1937—1954) и осетинском (1938—1954) алфавитах на основе грузинского письма, после их перевода на кириллицу в абхазском была заменена на ь, а в осетинском — на й. В абхазском обозначала палатализацию предшествующих согласных გ, კ, ქ, ღ, ყ, ხ.
В системах романизации грузинского письма передаётся как y (ISO 9984, ALA-LC), j (BGN/PCGN
1981).

## Написание
| Асомтаврули | Нусхури | Мхедрули |
| ----------- | ------- | -------- |
|             |         |          |

## Кодировка
Йе асомтаврули и йе мхедрули включены в стандарт Юникод начиная с самой первой его версии (1.0.0) в блоке «Грузинское письмо» (англ. Georgian) под шестнадцатеричными кодами U+10C2 и U+10F2 соответственно.
Йе нусхури была добавлена в Юникод в версии 4.1 в блок «Дополнение к грузинскому письму» (англ. Georgian Supplement) под шестнадцатеричным кодом U+2D22; до этого она была унифицирована с йе мхедрули.
Йе мтаврули была включена в Юникод в версии 11.0 в блок «Расширенное грузинское письмо» (англ. Georgian Extended) под шестнадцатеричным кодом U+1CB2.